# Uganda az olimpiai játékokon
Uganda 1956-ban vett részt első alkalommal az olimpiai játékokon, és azóta minden nyári sportünnepen szerepeltek sportolói, kivéve 1976-ban, mikor csatlakozott a többi afrikai ország bojkottjához. Uganda még nem küldött sportolókat a téli olimpiai játékokra.
Uganda 13 olimpiai érmét atlétikában és ökölvívásban szerezte.
Az Ugandai Olimpiai Bizottság 1950-ben alakult meg, és a NOB 1956-ban vette fel tagjai közé.

## Érmesek
| Érem  | Név               | Olimpia           | Sport     | Versenyszám             |
| ----- | ----------------- | ----------------- | --------- | ----------------------- |
| Ezüst | Eridadi Mukwanga  | 1968, Mexikóváros | Ökölvívás | Férfi harmatsúly        |
| Bronz | Leo Rwabwogo      | 1968, Mexikóváros | Ökölvívás | Férfi légsúly           |
| Arany | John Akii-Bua     | 1972, München     | Atlétika  | Férfi 400 m gátfutás    |
| Ezüst | Leo Rwabwogo      | 1972, München     | Ökölvívás | Férfi légsúly           |
| Ezüst | John Mugabi       | 1980, Moszkva     | Ökölvívás | Férfi váltósúly         |
| Bronz | Davis Kamoga      | 1996, Atlanta     | Atlétika  | Férfi 400 m síkfutás    |
| Arany | Stephen Kiprotich | 2012, London      | Atlétika  | Férfi maratonfutás      |
| Arany | Peruth Chemutai   | 2020, Tokió       | Atlétika  | Női 3000 m akadályfutás |
| Arany | Joshua Cheptegei  | 2020, Tokió       | Atlétika  | Férfi 5000 m            |
| Ezüst | Joshua Cheptegei  | 2020, Tokió       | Atlétika  | Férfi 10 000 m          |
| Bronz | Jacob Kiplimo     | 2020, Tokió       | Atlétika  | Férfi 10 000 m          |
| Arany | Joshua Cheptegei  | 2024, Párizs      | Atlétika  | Férfi 10 000 m          |
| Ezüst | Peruth Chemutai   | 2024, Párizs      | Atlétika  | Női 3000 m akadályfutás |

## Éremtáblázatok

### Érmek a nyári olimpiai játékokon
| Olimpia              | Arany          | Ezüst          | Bronz          | Összesen       |
| 1956, Melbourne      | 0              | 0              | 0              | 0              |
| 1960, Róma           | 0              | 0              | 0              | 0              |
| 1964, Tokió          | 0              | 0              | 0              | 0              |
| 1968, Mexikóváros    | 0              | 1              | 1              | 2              |
| 1972, München        | 1              | 1              | 0              | 2              |
| 1976, Montréal       | nem vett részt | nem vett részt | nem vett részt | nem vett részt |
| 1980, Moszkva        | 0              | 1              | 0              | 1              |
| 1984, Los Angeles    | 0              | 0              | 0              | 0              |
| 1988, Szöul          | 0              | 0              | 0              | 0              |
| 1992, Barcelona      | 0              | 0              | 0              | 0              |
| 1996, Atlanta        | 0              | 0              | 1              | 1              |
| 2000, Sydney         | 0              | 0              | 0              | 0              |
| 2004, Athén          | 0              | 0              | 0              | 0              |
| 2008, Peking         | 0              | 0              | 0              | 0              |
| 2012, London         | 1              | 0              | 0              | 1              |
| 2016, Rio de Janeiro | 0              | 0              | 0              | 0              |
| 2020, Tokió          | 2              | 1              | 1              | 4              |
| 2024, Párizs         | 1              | 1              | 0              | 2              |
| Összesen             | 5              | 5              | 3              | 13             |

### Érmek a nyári olimpiai játékokon sportáganként
| Uganda érmei a nyári olimpiai játékokon sportáganként | Uganda érmei a nyári olimpiai játékokon sportáganként | Uganda érmei a nyári olimpiai játékokon sportáganként | Uganda érmei a nyári olimpiai játékokon sportáganként | Az olimpiai zászlaja |

| Sportág   | Arany | Ezüst | Bronz | Összesen |
| --------- | ----- | ----- | ----- | -------- |
| Atlétika  | 5     | 2     | 2     | 9        |
| Ökölvívás | 0     | 3     | 1     | 4        |
| Összesen  | 5     | 5     | 3     | 13       |